# Liste des distinctions d'Indochine
 (février 2024).
Si vous disposez d'ouvrages ou d'articles de référence ou si vous connaissez des sites web de qualité traitant du thème abordé ici, merci de compléter l'article en donnant les références utiles à sa vérifiabilité et en les liant à la section « Notes et références ».
On trouvera ci-après la liste des nominations et récompenses du groupe français Indochine. Le groupe a vendu en 40 ans d'existence plus de 13 millions de disques (albums, compilations et singles confondus), ce qui en fait un des groupes français le plus vendeur de tous les temps.

## Nominations et récompenses
- Bus d'Acier :
  - 1983 : Grand Prix du rock français

- Festival Fantastica de Gerardmer
  - 1994 : Grand prix du video clip fantastique pour Savoure le rouge réalisé par Marc Caro

- Victoires de la musique :
  - 1985 : Nommé dans la catégorie Meilleur album rock pour 3
  - 1986 : Nommé dans la catégorie Meilleur album rock pour 3
  - 2003 : Meilleur album pop/rock pour Paradize
  - 2003 : Nommé dans la catégorie Meilleure chanson de l'année pour J'ai demandé à la lune
  - 2003 : Nommé dans la catégorie Meilleur concert ou tournée pour le Paradize tour
  - 2007 : Nommé dans la catégorie Meilleur album pop/rock pour Alice & June
  - 2010 : Nommé dans la catégorie Meilleur album pop/rock pour La République des Meteors
  - 2010 : Nommé dans la catégorie Meilleur concert ou tournée pour le Meteor Tour
  - 2011 : Victoire d'Honneur pour 30 ans de carrière
  - 2014 : Nommé dans la catégorie Meilleur album rock pour Black City Parade

- NRJ Music Awards :
  - 2000 : Nommé dans la catégorie Meilleur site internet 
  - 2003 : 
    - Meilleur album francophone pour Paradize
    - Nommé dans la catégorie Meilleur groupe francophone
    -  : Nommé dans la catégorie Meilleure chanson francophone pour J'ai demandé à la lune
    -  : Nommé dans la catégorie Meilleur site internet

  - 2007 : Nommé dans la catégorie Meilleur groupe francophone
  - 2010 : Nommé dans la catégorie Meilleur groupe francophone
  - 2013 : Nommé dans la catégorie Meilleur groupe francophone
  - 2014 : Nommé dans la catégorie  Groupe/duo/collectif francophone
  - 2015 : Nommé dans la catégorie Groupe/duo/collectif francophone
  - 2017 : 
    - Nommé dans la catégorie Groupe/duo/collectif francophone
    - Nommé dans la catégorie Meilleur clip
    - Award d'honneur

  - 2020 :
    - Nommé dans la catégorie Groupe / Duo francophone de l'année
    - Nommé dans la catégorie Chanson francophone de l'année pour Nos célébrations

  - 2021 :
  - Nommé dans la catégorie Groupe / Duo francophone de l'année
  - 2022 : Nommé dans la catégorie Groupe / Duo francophone de l'année
    - Nommé dans la catégorie Tournée francophone de l'année

  - 2024 :
  - Groupe/ Duo /troupe francophone de l'année

- MTV Europe Music Awards :
  - 2002 : Best french act

- Sacem :
  - 2003 : Prix Roger Seiller pour le Meilleur groupe français de l'année
  - Salut